# San Carlos de Limón
San Carlos de Limón ist eine Ortschaft und eine Parroquia rural („ländliches Kirchspiel“) im Kanton San Juan Bosco der ecuadorianischen Provinz Morona Santiago. Die Parroquia besitzt eine Fläche von 710,22 km². Die Einwohnerzahl lag im Jahr 2010 bei 793. Die Parroquia ist Siedlungsgebiet der indigenen Volksgruppe der Shuar.

## Lage
Die Parroquia San Carlos de Limón liegt in der Cordillera del Cóndor. Dessen Hauptkamm durchzieht das Verwaltungsgebiet mittig in Nord-Süd-Richtung und erreicht eine maximale Höhe von 2988 m. Der Río Zamora fließt entlang der westlichen Verwaltungsgrenze in Richtung Nordnordost und entwässert den Westteil der Parroquia. Im Südosten der Parroquia befindet sich das Quellgebiet des Río Coangos. Dieser entwässert den Ostteil der Parroquia nach Norden. Der etwa 770 m hoch gelegene Hauptort befindet sich am rechten Flussufer des Río Zamora 14 km südöstlich vom Kantonshauptort San Juan Bosco.
Die Parroquia San Carlos de Limón grenzt im Norden an die Parroquia San Antonio (Kanton Limón Indanza), im Osten und im Südosten an Peru, im Südwesten an die Parroquia Bomboiza und an das Municipio von Gualaquiza (beide im Kanton Gualaquiza) sowie im Westen an die Parroquia San Jacinto de Wakambeis, Santiago de Pananza und San Miguel de Conchay (Kanton Limón Indanza).

## Geschichte
Die Parroquia San Carlos de Limón wurde 1971 gegründet ("fecha de creación" vom 25. August; Registro Oficial N° 303 vom 6. September).